# Zamociok, Jovkva
Zamociok (în ucraineană Замочок) este localitatea de reședință a comunei Zamociok din raionul Jovkva, regiunea Liov, Ucraina.

## Demografie
Componența lingvistică a localității Zamociok
     Ucraineană (100%)
Conform recensământului din 2001, toată populația localității Zamociok era vorbitoare de ucraineană (100%).